# Бараниха (Сямженский район)
Бараниха — деревня в Сямженском районе Вологодской области.
Входит в состав Двиницкого сельского поселения, с точки зрения административно-территориального деления — в Двиницкий сельсовет.
Расстояние по автодороге до районного центра Сямжи — 62 км, до центра муниципального образования Самсоновской — 1,8 км. Ближайшие населённые пункты — Демидовская, Кононовская, Колбинская, Самсоновская.
По переписи 2002 года население — 37 человек (20 мужчин, 17 женщин). Всё население — русские.